# 有川貞臣
有川貞臣（6月16日—），藝名阿里，1993年為歐陽菲菲專屬舞群在台灣出道，1994年1月與上山博樹(Boss)、加藤成夫(Shige西給)、吉田耕介(Kei)、石川浩充(Hiro)、元島洋(Coolman)、大和史子(Miko)、深澤千惠(Chie)等8人以TOKYO D.為名發行第一張專輯FOREVER，專業的舞技及青春活潑的形象在台灣廣受青少年朋友的歡迎，此團體於1996年8月解散，共發行7張專輯。阿里在2008年組了新團體JAPASH,個人於2010年9月發行新專輯回歸台灣演藝圈。

## 演出作品

### 專輯
- 1994年 《FOREVER》
- 1994年 《加油》
- 1995年 《我要你的愛》
- 1995年 《夏日狂想曲》
- 1995年 《瑪琍亞》
- 1996年 《天生好手》
- 1996年 《GOOD BYE》
- 2008年 《JAPASH》
- 2010年 《I am the 阿里》

### 校園演出
- 2008年 景文技術學院校園演唱會

### 校外演出
- 2008年 白冰冰的冰火五重天節目
- 2008年 白冰冰的演唱會嘉賓
- 2010年 白冰冰冰火五重天[出國打拼真辛苦]
- 2010年 全民快樂有GO正
- 2010年 消費估估樂
- 2010年 北港朝天宮元宵晚會表演
- 2010年 得獎的事
- 2010年 8/21.8/28 田莊pub with JUDO MAN and SAKURA girls

### 廣告代言
- 1994年 三陽機車DIO CM
- 1995年 可口可樂CM

### 協助廣告拍攝
- 鈴木一朗日產CM編舞
- CM「ASCII」演出

### 現在演出作品(編舞為主)
- 歐陽菲菲專屬編舞集舞群
- 日本TV打起精神TVDANCE甲子園演出
- TMN演唱會舞群
- 渡邊美里演唱會舞群
- 中島美智代演唱會舞群
- 佐藤珠緒PV編舞
- TBS不能吃的東西演出
- 文藝春秋DANCE LESSON VEDIO編舞、演出
- 佐藤敦啓・山本淳一（前光源氏成員）的晚餐秀編舞、舞群
- 香港四大天王黎明的編舞、舞群
- TV「DA PUMP不能吃的東西」演出
- 街舞喜劇「LOCK ON」演出
- ELITE MODEL“LOOK2000 、2001”日本大會編舞
- WORLD PC「PANASONIC BOOTH」編舞、演出
- 微軟聖誕活動編舞
- 小鋼珠，老虎機博覽會「和平」編舞
- PIKO・Town & Country春夏時尚秀編舞
- 「BURTON COLLECTION」時尚秀編舞
- 橫濱開港祭「橫濱松阪屋」遊行活動
- 東京MOTOR SHOW「DAIHATSUD」攤位編舞
- 東京MOTOR SHOW「富士通TEN」攤位編舞
- 東京・大阪AUTO SALON「MAZDA」攤位編舞
- 東京・大阪AUTO SALON「BRIDGESTONE」編舞
- DOCOMO「FeliCa」記者發表會編舞・演出
- 美空雲雀演唱會編舞

## 外部連結
- 阿里官方網站